# Elise Rechichi
Elise Rechichi (Perth, 11 de janeiro de 1986) é uma velejadora australiana. campeã olímpica da classe 470.

## Carreira
Elise Rechichi representou seu país nos Jogos Olímpicos de 2008 e 2012, na qual conquistou a medalha de ouro classe 470. 